# 崎山城 (能登国)
崎山城（さきやまじょう）は、石川県鳳珠郡能登町にあった日本の城。

## 概要
能登畠山氏の重臣であった三宅一族の居城であり、内能登一帯（現：能登町）を支配する上での拠点であった。
築城年、廃城年ともに不明。所在地は石川県鳳珠郡能登町宇出津。
文化14年の能登日記に「堀切見ゆるもあれども、畑ゆへ郭も不分明也。」とあり、江戸期には耕作により遺構がわからない状態になっていたと考えられる。